# Album Verlag
Der Album Verlag ist ein Kunstbuchverlag in Wien.

## Geschichte
Der Verlag wurde 1991 in Wien von Christian Lunzer und Helfried Seemann gegründet. Ursprünglich lag der Fokus des Verlags ganz auf der Fotografie. Durch die Aufarbeitung und Publikation historischer Fotografie baute er ein Bildarchiv zur österreichischen Fotogeschichte auf. Die Leitung des Verlags ging 2014 an den Kunsthändler Simon Weber-Unger, der die schon begonnene Erweiterung des Portfolios weiterführte.

## Programm
Heute werden Bücher aus den Bereichen Kunst, historische Technik, Biographien u. v. a. verlegt. Bekannt ist der Verlag vor allem durch die 23 Fotobücher zu den 23 Wiener Gemeindebezirken mit historischem Bildmaterial.